# مان للشاحنات والحافلات
مان للشاحنات والحافلات (بالإنجليزية: MAN Truck & Bus)‏ هي شركة تابعة لـ تراتون، وواحدة من المزودين الدوليين الرائدين للمركبات التجارية. يقع المقر الرئيسي لشركة مان للشاحنات والحافلات في ميونخ، ألمانيا، وتنتج شاحنات صغيرة تتراوح من 3.0 إلى 5.5 طن من إجمال وزن المركبة، والشاحنات في النطاق من 7.49 إلى 44 طنًا من إجمالي وزن المركبة، ومركبات البضائع الثقيلة، وشاسيه الحافلات، والحافلات، وحافلات بين المدن، وحافلات المدينة. تنتج شركة مان للشاحنات والحافلات أيضًا محركات الديزل والغاز الطبيعي. كان اختصار مان (بالإنجليزية: MAN)‏ في الأصل يشير إلى ماشينينفابريك أوغسبورغ-نورنبرغ إيه جي (بالإنجليزية: Maschinenfabrik Augsburg-Nürnberg AG)‏، سابقًا MAN AG.